# The Institute (film 2013)
The Institute è un film documentario del 2013 diretto da Spencer McCall che ricostruisce la storia del "Jejune Institute", un gioco di realtà alternativa, ambientato a San Francisco, attraverso interviste ai partecipanti e ai creatori. Il gioco è stato prodotto nel 2008 dall'artista di Oakland Jeff Hull. Nel corso di tre anni ha coinvolto più di 10.000 giocatori che, rispondendo a eccentrici volantini affissi in tutta la città, hanno iniziato il gioco ricevendo la loro "ammissione" nella finta sede dell'Istituto, situata in un edificio di uffici nel distretto finanziario di San Francisco.
La serie televisiva del 2020 Messaggi da Elsewhere, ideata e interpretata da Jason Segel, è basata su questo film documentario.